# Gnathia ubatuba
Gnathia ubatuba is een pissebed uit de familie Gnathiidae. De wetenschappelijke naam van de soort is voor het eerst geldig gepubliceerd in 1996 door Pires.